# Vilhelm von Rosenheim
Vilhelm Fredrik Joakim von Rosenheim, född den 31 mars 1755 i Tournay, död den 18 mars 1822 i Åbo, var en svensk diplomat och dramatiker, son till Johan von Rosenheim.
von Rosenheim, som från 1785 var legationssekreterare i Storbritannien, skrev bland annat tragedierna Frode (1788, uppförd 1789) och Drottning Öda (tryckt 1816) i fransk-klassisk stil samt utförde bearbetningar och översättningar för teatrarna.

## Skrifter (urval)
- Ode, öfwer hans maj:t konungens lyckliga nedgång i Fahlu grufwa med hans kongl. höghet regenten m.m. (Falun, 1794)
- Drottning Öda, eller Auda, den grundrika: tragedi, på vers, i fem acter (Stockholm, 1816)

## Översättning
- Auguste Étienne Xavier Poisson de La Chabeaussière: Azemia eller Vildarne: opera comique i tre acter (Azémia) (Stockholm, 1793)